# دين سميث (لاعب كرة قدم)
دين سميث (بالإنجليزية: Dean Smith)‏ (28 نوفمبر 1958 في المملكة المتحدة - 17 أبريل 2009 في المملكة المتحدة) هو لاعب كرة قدم بريطاني في مركز الهجوم. لعب مع ليستر سيتي ونادي برينتفورد ونونيتون بورو ‏ وHinckley Town F.C. ‏ وهيوستن هوريكاينز ‏ وشبشيد دينامو ‏ وLeicester United F.C. ‏.

## وصلات خارجية
- دينيسي سميث على موقع قاعدة بيانات كرة القدم.إي يو (الإنجليزية)